# 타임 머신 (1960년 영화)
《타임 머신》(영어: The Time Machine)은 1960년에 개봉한 미국의 영화이다. 이 영화는 SF의 개발에 영향을 준 1895년 H. G. 웰스의 동명의 소설에 기반을 둔다.

## 캐스팅
- 로드 테일러 - H. G. 웰스
- 앨런 영 - 데이비드 필비/제임스 필비
- 이베트 미미오 - 웨나
- 세바스찬 캐보트 - 필립 힐러 박사
- 톰 헬모어 - 앤서니 브리드웰
- 윗 비셀 - 월터 켐프
- 도리스 로이드 - 와치엣 부인
- 폴 프리즈 - 반지의 소리 (미승인)

## 사운드트랙
1. "Main Title / Credits" - 1:55
2. "London 1900 (Filby's Theme)" - 2:40
3. "Time Machine Model" - 0:47
4. "The Time Machine" - 1:57
5. "Quick Trip Into The Future" - 2:43
6. "All The Time In The World" - 0:33
7. "Beautiful Forest / The Great Hall" - 2:10
8. "Fear" - 1:31
9. "Weena (Love Theme)" - 1:46
10. "Rescue" - 2:08
11. "Reminiscing" - 2:12
12. "Morlocks" - 2:24
13. "End Title (Reprise)" - 1:16
14. "Fight With The Morlocks" - 3:33
15. "Time Traveler" - 2:26
16. "Escape" - 3:31
17. "Prayer / Off Again" - 1:41
18. "Trapped In The Future" - 2:18
19. "Love And Time Return" - 2:33
20. "End Title" - 2:13
21. "Atlantis, the Lost Continent (Overture): Main Title/Credits/Love Theme/Night Scene/Submarine/End Title" - 6:59